# Michel Lafis
Michel Lafis, né le 19 septembre 1967 à Järfälla, est un coureur cycliste et directeur sportif suédois.

## Palmarès
- 1985
  - Champion des Pays nordiques du contre-la-montre par équipes juniors (avec Johan Fagrell, Per Moberg et Peter Pegestam)
  - 2e du championnat des Pays nordiques sur route juniors
- 1987
  - 2e du championnat de Suède sur route
  - 2e du championnat de Suède du contre-la-montre par équipes
- 1988
  - Champion des Pays nordiques du contre-la-montre par équipes (avec Björn Johansson, Anders Jarl et Jan Karlsson)
  - 2e du championnat de Suède sur route
  -  Médaillé de bronze du contre-la-montre par équipes aux Jeux olympiques
- 1989
  - Champion des Pays nordiques du contre-la-montre par équipes (avec Björn Johansson, Magnus Knutsson et Jan Karlsson)
- 1990
  -  Champion de Suède du contre-la-montre par équipes (avec Magnus Knutsson et Per Morberg)
  - 2e du championnat de Suède sur route
- 1991
  - 2e des Boucles catalanes
  - 3e du championnat des Pays nordiques sur route
  - 3e du championnat des Pays nordiques du contre-la-montre par équipes
- 1992
  - Tour de Basse-Autriche :
    - Classement général
    - 1re étape

  - 4e étape du Tour de Suède
  - 2e du Tour de Liège
- 1994
  - 1re étape du Tour de Suède
  - 2e du Tour de Suède
- 1995
  - 3e étape du Tour de Suède
  - 4e étape du Grand Prix Guillaume Tell
  - 2e du Tour de Suède
  - 3e du Tour de Berne
  - 3e du championnat de Suède sur route
  - 3e du Boland Bank Tour
- 1996
  -  Champion de Suède de relais (avec Håkan Isacson et Markus Andersson)
  - 2e du championnat de Suède du contre-la-montre
  - 2e du championnat de Suède sur route
  - 9e de la Japan Cup
- 1997
  -  Champion de Suède sur route
- 1998
  - 2e du championnat de Suède sur route
- 1999
  - 2e du Circuit de Getxo
  - 3e du Grand Prix Beeckman-De Caluwé
- 2000
  - 3e du championnat de Suède sur route

## Résultats sur les grands tours

### Tour de France
1 participation
- 2000 : 78e

### Tour d'Italie
4 participations
- 1995 : 23e
- 1998 : hors délais (9e étape)
- 1999 : 91e
- 2000 : 70e

### Tour d'Espagne
4 participations
- 1994 : 93e
- 1996 : abandon (10e étape)
- 1998 : 70e
- 1999 : 21e